# گروه یاتای
گروه یاتای (انگلیسی: Yatai Group) شرکت دولتی خوشه‌ای چینی است، که در سال ۱۹۹۳ تأسیس شد.